# جورج دبليو. فاولر
جورج دبليو. فاولر (بالإنجليزية: George W. Fuller) هو مهندس أمريكي، ولد في 21 ديسمبر 1868 في فرانكلين في الولايات المتحدة، وتوفي في 15 يونيو 1934.